# Tetsushirō Ishii
Tetsushirō Ishii (jap. 石井 哲士朗 Ishii Tetsushirō; ur. 1948 w Japonii) – japoński językoznawca. Profesor emerytowany Tōkyō Gaikokugo Daigaku (Tokyo University of Foreign Studies / TUFS). Specjalizuje się w języku polskim i rosyjskim.

## Życiorys
- marzec 1971 – ukończył Wydział Studiów Rosyjskich, Wydział Studiów Zagranicznych, Uniwersytet Sophia,
- marzec 1973 – ukończył Wydział Studiów Rosyjskich, Tokyo University of Foreign Studies),
- marzec 1975 – ukończył studia magisterskie z zakresu języków słowiańskich, Tokyo University of Foreign Studies,
- 1976–1978 – kształcony na Wydziale Literatury Polskiej Uniwersytetu Warszawskiego (stypendium rządu polskiego)[2].

## Wybrane publikacje

### Podręczniki
- Ekspresowy polski (jap. エクスプレス ポーランド語), Hakusuisha, 1987.
- CD Express Polski (jap. CDエクスプレス　ポーランド語), Hakusuisha, 2003.

### Współautorstwo
- Hakusuisha Polish Dictionary (jap. 白水社ポーランド語辞典), Shōzo Kimura, Hakusuisha 1998.
- Z uśmiechem po polsku. Podręcznik języka polskiego dla Japończyków (jap. 微笑んでポーランド語), Bożena Sieradzka-Baziur, TUFS 2006.
- New Express Polish (jap. ニューエクスプレスポーランド語), współautorka Renata Mitsui, Hakusuisha 2008.

### Tłumaczenie
- Anna Wierzbicka, Wprowadzenie do lingwistyki, Masatoshi Kohara, Yuko Abe, Tokyo University of Foreign Studies Press 2011[3].